# Guo Jingjing
Guo Jingjing (født 15. oktober 1981 i Baoding, Hebei, Kina) er en kinesisk udspringer. Hun er regnet for den mest succesfulde kvindelige udspringer i OLs historie.

## Karriere
Guo Jingjing begyndte udspring, da hun var seks år gammel. Hun deltog for første gang ved OL ved Sommer-OL 1996 i Atlanta, men vandt ingen medaljer. Ved Sommer-OL 2000 deltog hun igen og vandt sølv i udspring fra tremetervippen og i synkront udspring fra tremetervippen. 
Under Sommer-OL 2004 i Athen vandt hun 2 guldmedaljer i de samme konkurrencer og blev et nationalt sportsidol i Kina. Hun lavede flere reklamer for store virksomheder, heriblandt McDonald's, og blev som en følge heraf udelukket fra landsholdet. Hun blev dog senere lukket ind igen, da hun lovede at bruge alle sine kræfter på udspring.
Guo Jingjing bekendtgjorde i 2006, at hun ville forlade sporten efter Sommer-OL 2008 i Beijing.
Under Sommer-OL 2008 vandt Guo Jingjing 2 guldmedaljer og blev dermed den mest dekorerede kvindelige udspringer.